# Kerk van Bjernede
De Kerk van Bjernede is een middeleeuwse kerk bij Sorø in Denemarken. Het betreft hier een van de zeven ronde kerken van het land en de enige overgebleven ronde kerk op het eiland Seeland.

## Oorsprong
De huidige kerk werd rond 1170 gebouwd door Sune Ebbesen, een telg uit de invloedrijke familie Hvide, die behoorde tot de kringen rond koning Waldemar II. Zijn vader, Ebbe Skjalmsen, de oom van bisschop Absalon, had daarvoor een houten kerk op de plaats laten bouwen.

## Architectuur
Het onderste deel van de kerk werd van graniet gebouwd, terwijl bij de bovenste delen baksteen werd gebruikt, destijds een nieuw materiaal dat de Denen tussen 1140 en 1150 begonnen te gebruiken. Waarschijnlijk heeft Sune zich laten inspireren door de kerk van Schlamersdorf in Wagrië, een historisch landschap in het noordoosten van Holstein waar hij herhaaldelijk als legerleider onder Waldemar I de Grote verbleef. De Horne Kerk, de Kerk van Thorsager en de kerk van Bjernede zijn allemaal gebouwd met dezelfde plattegrond als de kerk in Schlamersdorf en aangenomen wordt dat de ronde kerk in Pedersborg van hetzelfde type was.
Het wapenhuis of voorportaal werd rond het jaar 1500 toegevoegd. De zadeldaktoren uit de jaren 1400 werd in de periode 1890-1892 bij een rigoureuze restauratie door de architect Hermann Baagøe Storck verwijderd om het kerkgebouw in de oorspronkelijke staat te herstellen. Vier grote granieten pilaren dragen de romaanse booggewelven van de kleine kerk. In de toren is een kamer die door de familie Hvide werd gebruikt om bijeen te komen. In tegenstelling tot de ronde kerken van Bornholm ontbreken er schietgaten in de kerk van Bjernede.
De restauratie van Storck, die beoogde de kerk zoveel mogelijk het oorspronkelijke aanzien terug te geven, werd zwaar bekritiseerd. De belangrijke Deense architecten Peder Vilhelm Jensen Klint en Ivar Bentsen maakten later ontwerpen voor kerken die leken op Bjernede's kerk voor Storck's restauratie, toen het kerkgebouw nog een mijterachtig dak kende. De restauratie van Storck resulteerde in een keerpunt in de Deense restauratietraditie en vanaf die tijd werden restauraties van historische gebouwen omzichtiger en met meer respect voor latere toevoegingen uitgevoerd.
Het romaanse doopvont van de kerk dateert uit de bouwperiode van de kerk.